# 藤原高実
藤原 高実（ふじわら の たかざね）は、鎌倉時代前期の公卿。正二位権大納言、民部卿。父は太政大臣九条良平、母は藤原範光女。外山大納言入道と号す。

## 二位中将から権中納言に直任
摂関家九条家の一員として若くして急速な昇進を遂げ、現任大臣の息男として参議を経ず従二位右中将から権中納言に直任された。

## 経歴
以下、『公卿補任』及び『尊卑文脈』の内容に従って記述する。
- 建保7年（1219年）1月8日、従五位上に叙される。同月22日、侍従に任ぜられる。同年4月8日、右少将に任ぜられる。
- 承久元年（1219年）11月13日、正五位下に昇叙[2]。同日、春宮権亮を兼ねる。
- 承久2年（1220年）1月22日、右中将に転任し下野介を兼ねる。
- 承久3年（1221年）1月5日、従四位下に昇叙。同年閏4月16日、従四位上に昇叙。同年11月29日、正四位下に昇叙[3]。
- 承久4年（1222年）1月20日、従三位に叙される[4]。同月24日、右中将は元の如し。
- 元仁元年（1224年）1月27日、但馬権守を兼ねる。同年4月10日、正三位に昇叙[5]。
- 嘉禄元年（1225年）１２月22日、従二位に昇叙。
- 安貞元年（1227年）4月9日、権中納言に任ぜられる[6]。
- 安貞2年（1228年）2月1日、正二位に昇叙。同年7月5日、母の喪に服し10月12日に復任。
- 寛喜3年（1231年）4月26日、権大納言に転任[7]。
- 嘉禎4年（1238年）1月7日、仗座において気絶し、蘇生の後に退出。同年2月23日、権大納言を辞し民部卿に任ぜられる。
- 仁治元年（1240）1月22日、民部卿を辞す。同年3月27日、父良平の喪に服す。
- 仁治3年（1242年）3月17日、出家[8]。
- 宝治2年（1248年）8月1日、薨去。享年39。

## 系譜
- 父：九条良平（1184年 - 1240年）
- 母：藤原範光の娘
- 妻：藤原経通の娘
  - 男子：藤原忠基（1230年 - 1263年）
- 生母不明の子女
  - 男子：良珍
  - 男子：厳慧